# 11 novembre en sport
11 octobre 11 décembre
Chronologies thématiques
- Croisades
- Ferroviaires
- Disney

Le 11 novembre (315e jour de l'année ou 316e en cas d'année bissextile) en sport.

## Événements

### XIXesiècle
- 1833 :
  - (Sport hippique) : fondation du Jockey Club à Paris.
- 1871 :
  - (Football /Coupe d'Angleterre) : Premier tour de la 1e édition de la Coupe d'Angleterre de football.
- 1889 : 
  - (Golf /Majeur) : l'Écossais Willie Park, Jr. remporte l'Open britannique sur le parcours de Musselburgh Links à Musselburgh en Écosse.

### XXesièclede1901à1950
- 1931 :
  - (Omnisports) : inauguration du stade de la Forge, futur stade Bonal, à Sochaux.

### XXesièclede1951à2000
- 1956 :
  - (Football) : pour son premier match qualificatif pour la Coupe du monde 1958, la France bat la Belgique 6-3, au stade de Colombes.

### XXIesiècle
- 2016 :
  - (Football /LFP) : le nouveau président de la LFP est une présidente, il s'agit de Nathalie Boy de la Tour. Elle devient la première femme à la tête de la LFP, est en place pour quatre ans[1].
- 2017 :
  - (Football /Mondial /Barrages des éliminatoires) : sur la zone Afrique, qualification du Maroc et de la Tunisie, 2e journée des barrages intercontinentaux et de la zone Europe.
  - (Judo /Mondiaux toutes catégories) : lors des championnats du monde de judo toutes catégories à Marrakech, au Maroc, le Français Teddy Riner remporte son 10e titre mondial.
- 2018 :
  - (Compétition automobile /F1) : sur le Grand Prix automobile du Brésil couru sur l'Autodromo José Carlos Pace à São Paulo, victoire du Britannique Lewis Hamilton, ce qui permet à l'écurie Mercedes de décrocher le titre mondial des constructeurs.

## Naissances

### XIXesiècle
- 1867 :
  - Dicky Lockwood, joueur de rugby à XV puis à XIII anglais. (14 sélections avec l'équipe d'Angleterre de rugby à XV). († 10 novembre 1915).

- 1889 :
  - Marcel Buysse, cycliste sur route belge. Vainqueur du Tour des Flandres 1914. († 3 octobre 1939).
  - Vilhelm Wolfhagen, footballeur danois. Médaillé d'argent aux Jeux de Londres 1908 et aux Jeux de Stockholm 1912. (18 sélections en équipe nationale). († 5 juillet 1958).
- 1898 :
  - Pie Traynor, joueur de baseball américain. († 16 mars 1972).

### XXesièclede1901à1950
- 1906 :
  - Augustin Chantrel, footballeur français. (15 sélections en équipe de France). († 4 septembre 1956).
- 1909 :
  - Piero Scotti, pilote de courses automobile italien. († 14 février 1976).
- 1921 :
  - Ron Greenwood, footballeur puis entraîneur anglais. Sélectionneur de l'équipe d'Angleterre de 1977 à 1982. († 8 février 2006).
- 1926 :
  - Maria Teresa de Filippis, pilote de courses automobile italienne. († 9 janvier 2016).
  - Harry Lumley, hockeyeur sur glace canadien. († 13 septembre 1998).
- 1933 :
  - Martino Finotto, pilote de courses automobile italien. († 13 août 2014).
- 1936 :
  - Willie May, athlète de haies américain. Médaillé d'argent du 110 m haies aux Jeux de Rome 1960. († 28 mars 2012).
- 1937 :
  - Vittorio Brambilla, pilote de F1 italien. (1 victoire en Grand Prix). († 26 mai 2001).
- 1938 :
  - Ants Antson, patineur de vitesse soviétique puis estonien. Champion olympique du 1 500 m aux Jeux d'Innsbruck 1964. († 31 octobre 2015).
  - Josef Odložil, athlète demi-fond tchécoslovaque puis tchèque. Médaillé d'argent du 1 500 m aux Jeux de Tokyo 1964. († 10 septembre 1993).
  - Haruhiro Yamashita, gymnaste japonais. Champion olympique du concours général par équipes et du saut cheval aux Jeux d'Innsbruck 1964. Champion du monde de gymnastique artistique du concours général par équipes 1962 puis champion du monde de gymnastique artistique du concours général par équipes et du saut cheval 1966.
- 1946 :
  - Al Holbert, pilote de courses automobile américain. († 30 septembre 1988).
- 1950 :
  - Marie-Pierre Palayer, pilote de rallyes automobile française.

### XXesièclede1951à2000
- 1951 :
  - Fuzzy Zoeller, golfeur américain. Vainqueur du Masters 1979 et de l'US Open 1984 puis des Ryder Cup 1979 et 1983.
- 1954 :
  - Steve Brain, joueur de rugby à XV anglais. (13 sélections en équipe nationale).
- 1956 :
  - José Luis Brown, footballeur argentin. Champion du monde de football 1986. (36 sélections en équipe nationale). († 12 août 2019).
- 1962 :
  - Lloyd Langlois, skieur acrobatique canadien. Médaillé de bronze en saut aux Jeux de Lillehammer 1994. Champion du monde de ski acrobatique en saut 1986 et 1989.
- 1967 :
  - Gil de Ferran, pilote de courses automobile franco-brésilien. Vainqueur des 500 miles d'Indianapolis 2003. († 29 décembre 2023).
- 1971 :
  - Tomas Pačėsas, basketteur puis entraîneur lituanien. Médaillé de bronze aux Jeux d'Atlanta 1996.
- 1975 :
  - Daisuke Ohata, joueur de rugby à XV et à sept japonais. (58 sélections avec l'équipe du Japon).
- 1976 :
  - Jason Grilli, joueur de baseball américain.
- 1977 :
  - Maniche, footballeur portugais. Vainqueur de la Coupe UEFA 2003 et de la Ligue des champions 2004. (53 sélections en équipe nationale).
- 1979 :
  - Baptiste Amar, hockeyeur sur glace français. (93 sélections en Équipe de France).
- 1980 :
  - Chris Kelly, hockeyeur sur glace canadien.
  - Willie Parker, joueur de foot U.S. américain.
- 1981 :
  - Jorge Ribeiro, footballeur portugais. (9 sélections en équipe nationale).
- 1982 :
  - Gonzalo Canale, joueur de rugby à XV italien. Vainqueur du Challenge européen 2007. (86 sélections en équipe nationale).
  - Ricky Walden, joueur de snooker anglais.
- 1983 :
  - Matteo Bono, cycliste sur route italien.
  - Arouna Koné, footballeur ivoirien. (39 sélections en équipe nationale).
  - Philipp Lahm, footballeur allemand. Champion du monde de football 2014. Vainqueur de la Ligue des champions 2013. (113 sélections en équipe nationale).
- 1984 :
  - Birkir Sævarsson, footballeur islandais. (80 sélections en équipe nationale).
- 1985 :
  - Osvaldo Alonso, footballeur cubain. (17 sélections en équipe nationale).
  - Austin Collie, joueur de foot U.S. canadien.
- 1986 :
  - Eirik Brandsdal, fondeur norvégien.
  - François Trinh-Duc, joueur de rugby à XV français. Vainqueur du Grand Chelem 2010. (66 sélections en équipe de France).
- 1987 :
  - Daniel Oliveras Carreras, pilote moto de rallye-raid automobile espagnol.
- 1989 :
  - Radu Albot, joueur de tennis moldave.
  - Kara Mbodj, footballeur sénégalais. (47 sélection en équipe nationale).
  - Giacomo Perez-Dortona, nageur français. Champion du monde de natation du relais 4 × 100 m 4 nages 2013 puis médaillé de bronze du relais 4 × 100 m 4 nages 2015.
  - Zargo Touré, footballeur sénégalais. (18 sélections en équipe nationale).
- 1990 :
  - Tom Dumoulin, cycliste sur route néerlandais. Médaillé d'argent du contre la montre aux Jeux de Rio 2016. Champion du monde de cyclisme sur route du contre la montre individuel et par équipes 2017. Vainqueur du Tour d'Italie 2017.
  - Georginio Wijnaldum, footballeur néerlandais. (48 sélections en équipe nationale).
- 1992 :
  - Egor Gerasimov, joueur de tennis biélorusse.
  - Jean-Gabriel Pageau, hockeyeur sur glace canadien.
- 1994 :
  - Denis Bouanga, footballeur franco-gabonais. (10 sélections avec l'équipe du Gabon).
  - Line Haugsted, handballeuse danoise. (32 sélections en équipe nationale).
- 1996 :
  - Lineth Beerensteyn, footballeuse néerlandaise.
  - Moussé Gueye, volleyeur franco-sénégalais. (8 sélections avec l'équipe de France).
  - Adam Ounas, footballeur franco-algérien. (2 sélections avec l'équipe d'Algérie).
  - Linus Wahlqvist, footballeur suédois.
- 1998 :
  - E. J. Anosike, basketteur américano-nigérian.
- 1999 :
  - Giorgi Beria, joueur de rugby à XV franco-géorgien. Champion du monde junior de rugby à XV 2018 et 2019. (10 sélections avec l'équipe de France).
- 2000 :
  - Warren Kamanzi, footballeur norvégien.

### XXIesiècle
- 2005 :
  - Ben Doak, footballeur écossais.
  - Can Uzun, footballeur turc.

## Décès

### XXesièclede1901à1950
- 1921 :
  - Léon Moreaux, 69 ans, tireur sportif français. Médaillé d'argent du 25 m pistolet feu rapide 60 coups et du 50 m pistolet d'ordonnance par équipes puis de bronze du Rifle libre par équipes aux Jeux de Paris 1900. Champion du monde de tir Rifle d'ordonnance 300 m couché et Rifle libre par équipes 1898. (° 10 mars 1852).

### XXesièclede1951à2000
- 1960 :
  - Bert Lindsay, 79 ans, hockeyeur sur glace canadien. (° 23 juillet 1881).
- 1966 :
  - Carl Jonsson, 81 ans, tireur à la corde suédois. Champion olympique aux Jeux de Stockholm 1912. (° 16 juillet 1985).
- 1980 :
  - Harry Larva, 74 ans, athlète de demi-fond finlandais. Champion olympique du 1 500 m aux Jeux d'Amsterdam 1928. (° 9 septembre 1906).
- 1985 :
  - Pelle Lindbergh, 26 ans, hockeyeur sur glace suédois. Médaillé de bronze aux Jeux de Lake Placid. (° 24 mai 1959).
- 1989 :
  - Victor Davis, 25 ans, nageur canadien. Champion olympique du 200 m brasse, médaillé d'argent du 100 m brasse et du 4 × 100 4 nages aux Jeux de Los Angeles. Médaillé d'argent du 4 × 100 4 nages aux Jeux de Séoul 1988. Champion du monde de natation du 100 m brasse 1986. (° 10 février 1964).
- 1990 :
  - Attilio Demaría, 81 ans, footballeur argentin puis italien. Champion du monde football 1934. (3 sélections avec l'équipe d'Argentine et 13 avec l'équipe d'Italie). (° 19 mars 1909).
- 1992 :
  - Earle Meadows, 79 ans, athlète de sauts à la perche américain. Champion olympique aux Jeux de Berlin 1936. Détenteur du record du monde du saut à la perche du 29 mai 1937 au 29 juin 1940. (° 29 juin 1913).
- 1997 :
  - Rod Milburn, 47 ans, athlète de haies américain. Champion olympique du 110 m haies aux Jeux de Munich 1972. Détenteur du record du monde du 110 m haies du 7 septembre 1972 au 21 août 1977. (° 18 mai 1950).
- 1998 :
  - Frank Brimsek, 85 ans, hockeyeur sur glace américain. (° 26 septembre 1913).

### XXIesiècle
- 2003 :
  - Heinz Von Allmen, 90 ans, skieur suisse. (° 10 août 1913).
- 2011 :
  - Charlie Lea, 54 ans, joueur de baseball américain. (° 25 décembre 1956).
- 2012 :
  - Victor Mees, 85 ans, footballeur belge. (68 sélections en équipe nationale). (° 26 janvier 1927).